# 14025 Fallada
14025 Fallada eller 1994 RR11 är en asteroid i huvudbältet som upptäcktes den 2 september 1994 av den tyska astronomen Freimut Börngen vid Tautenburg-observatoriet. Den är uppkallad efter författaren Hans Fallada.
Asteroiden har en diameter på ungefär 5 kilometer.